# 十住
十住（じゅうじゅう）は、菩薩が修行して得られる菩薩五十二位の中、下位から数えて第11番目から第20番目の位をいう。菩薩が信を得て進んで仏地に住する位をいう。
十信の上位にあたり十行の下位にあたる。菩薩が十信の位を経て心が真諦の理（ことわり）に安住するため、十住という。また十住の位を托胎の順序にならって、初地である発心住から第4の生貴住までを入聖胎、第5の具足方便住から第8の童真住までを長養聖胎、第9の法王子住において形相具足するので出聖胎という。
灌頂住（かんじょうじゅう）
空・無相の理を観じ、無生智を得る。菩薩が既に仏子（仏の弟子）となり、仏の事業を為すに堪えうれば、仏は智水をもってその頂に灌（そそ）ぎ給うこと。インドの国で皇子が成長し国王たらしめる時に海水を頭頂部に灌ぐ如くであることに由来する。
法王子住（ほうおうじじゅう）
仏の教えに遵い、智解を生じて未来に仏位を受ける位。
童真住（どうしんじゅう）
迷い、謬見（びゅうけん、誤った考え）を起こさず、菩提心を破らざることが、童子が無欲真正なるに等しくして、仏の十身の霊相を一時的に備える。
不退住（ふたいじゅう）
心身ともに合成して、日々益々増長し退堕することがない。空無性の理を証して空・無相・無願の3つの三昧より心が退かない位。
正心住（しょうしんじゅう）
相貌のみならず、心相も仏と同じくする。般若の空智を成就する位。
具足方便住（ぐそくほうべんじゅう）
無量の善根を具えて空観を助ける方便とする。仏と同じく自利・利他の方便力を具備し、相貌において欠くることがない位。
生貴住（しょうきぞくじゅう）
正しく仏の気分（けぶんと読む）を受けて、彼此冥通して如来種に入る。法無我の理に安住して種性清浄なる位。
修行住（しゅぎょうじゅう）
前に地を渉知し、倶に明了なるがゆえに、十方に遊履して留礙なく、万善万行を修する位。
治地住（じちじゅう）
瑠璃の中に精金が現れるように、心の明浄が前の妙心を以って履修治して地となることをいう。常に空観を修し、心地を清め治める位。
発心住（ほっしんじゅう）
真方便を以って十住心を発起し、十信の位の従仮入空観の観法を完成し、真無濡智を発（ほっ）し、心が真諦の理に安住する位。